# Montagne Verte (Trèves)
Pour les articles homonymes, voir Montagne Verte (homonymie).
La montagne Verte, Grüneberg en allemand, est une colline qui descend par ondulation rapide au confluent de la Moselle et de la Ruwer.

## Situation
La montagne Verte est située à environ 4 km au nord-est de Trèves en Allemagne, limitée par la Ruwer.

## Histoire
La montagne Verte est plus particulièrement connue en raison des combats et batailles qui y eurent lieu durant les guerres de la Révolution, en particulier en 1792 lors de l'expédition de Trèves et pour la défense de la ville en 1794 : « Cette montagne, dépouillée des bois qui la couvrait jadis, ne présente plus qu'un tapis de mousse et de verdure où l'assaillant gravissait à découvert et sans aucun abris. »